# Pilar Sen
Pilar Sen Torijos (Barcelona, 11 de mayo de 1918-Ciudad de México, 14 de septiembre de 1973) fue una actriz española de cine, teatro, televisión y doblaje, reconocida por haber hecho la gran mayoría de su carrera en México.

## Carrera

### Inicios
Pilar nació en Barcelona, España, el 11 de mayo de 1918. A comienzos de la década de 1940 se trasladó a México tras el recrudecimiento de la guerra civil, donde inició su carrera como actriz. En 1942 integró el elenco de la película Dos mexicanos en Sevilla, protagonizada por Carlos Orellana. Ese mismo año interpretó a una cortesana en la película Jesús de Nazareth de José Díaz Morales. Volvió a aparecer en producciones de cine mexicanas en las películas La fuerza de la sangre (1947) y No te dejaré nunca (1948). La actriz se alejó durante algunos años del cine para dedicarse a las radionovelas y el teatro, retornando a la pantalla grande en 1961 para integrar el reparto de la cinta Ellas también son rebeldes, donde compartió elenco con Lorena Velázquez, Martha Elena Cervantes y Silvia Suárez y fue dirigida por Alejandro Galindo.

### Popularidad
En 1961 actuó en dos telenovelas: Una noche sin mañana y La honra de vivir, ambas en blanco y negro. El mismo año interpretó a María de Noreña en la película de Juan José Ortega En carne propia. ¿Qué hacer con mis hijos? fue su siguiente aparición en cine, esta vez dirigida por Alberto Mariscal. En ese momento Pilar se convirtió en una de las actrices más populares en las telenovelas mexicanas, apareciendo en cuatro de ellas en 1963: Pablo y Elena, Lo imperdonable, La culpa de los padres y Destino, además de interpretar uno de sus papeles más recordados en cine en la película La bandida, donde encarnó a la propietaria de un burdel. Durante la segunda mitad de la década, la actriz siguió realizando apariciones constantes en televisión, destacándose por sus actuaciones en producciones como La duda y Dicha robada (1967), Pueblo sin esperanza (1968) y Cadenas de angustia (1969).
En 1970 hizo parte del elenco de las telenovelas El Dios de barro y Aventura. Un año después actuó como la abuela materna en la película dramática Yesenia de Alfredo B. Crevenna, Juventud desnuda de Alfredo Salazar fue su segunda película en la década de 1970. En 1972 conformó el elenco de Los hermanos Coraje, su última aparición en la televisión mexicana. Ese mismo año actuó en las películas El deseo en otoño de Carlos Enrique Taboada y Tampico de Arturo Martínez. El 14 de septiembre de 1973 la actriz falleció en Ciudad de México.